# Darlag
Darlag (chữ Tạng: དར་ལག་རྫོང; Wylie: dar lag rdzong; ZWPY: Tarlag Zong; tiếng Trung: 达日县; bính âm: Dárì Xiàn, Hán Việt: Đạt Nhật huyện) là một huyện thuộc châu tự trị dân tộc Tạng Golog (Quả Lặc), tỉnh Thanh Hải, Trung Quốc.

### Trấn
- Cát Mại (吉迈镇)

### Hương
| - Mãn Chưởng (满掌乡) - Đức Ngang (德昂乡) - Oa Tái (窝赛乡) - Mạc Bá (莫坝乡) - Thượng Hồng Thư (上红科乡) | - Hạ Hồng Thư (下红科乡) - Kiến Thiết (建设乡) - Tang Nhật Ma (桑日麻乡) - Đặc Hiệp Thổ (特合土乡) |